# LG 옵티머스 빅
LG 옵티머스 빅(LG Mobile Optimus Big)은 LG전자가 2011년 5월 1일에 출시한 스마트폰이다. 600nit 밝기의 4.3인치 NOVA Dispaly를 탑재 하였다.

## 운영체제 업그레이드

### 안드로이드 2.3.4 진저브레드 업그레이드
옵티머스 빅은 2.3.4 진저브레드를 지원한다. 소프트웨어 업그레이드를 하려면 컴퓨터로 업그레이드를 해야한다.

### 안드로이드 4.0.4 아이스크림샌드위치 업그레이드
옵티머스 빅은 4.0.4 아이스크림샌드위치를 지원한다. 소프트웨어 업그레이드를 하려면 컴퓨터로 업그레이드를 해야한다.